# Stéphane Degoutin
Stéphane Degoutin, né en 1973 à Toronto, est un artiste, écrivain, réalisateur et chercheur. Ses recherches portent sur les implications sociétales des infrastructures, sur l’humanité après l'humain. 

## Biographie
Il réalise une production artistique variée, comportant des films, des installations, des performances et des livres. La majorité de son travail est construit en partenariat avec Gwenola Wagon. Ils interrogent  les lieux d’Internet, le mode de vie urbain, le travail et mènent des expériences sur le comportement. Plusieurs de leurs films imaginent des alternatives et des récits paradoxaux pour déconstruire le monde contemporain. 
En 2006, Stéphane Degoutin publie l'essai Prisonniers volontaires du rêve américain, essai sur le phénomène des lotissements résidentiels fermés aux États-Unis et sur la fragmentation et la thématisation de l'espace public ,.  
En 2015, il réalise avec Gwenola Wagon le film-essai World Brain, qui combine une enquête sur les infrastructures d'Internet et une fiction mettant en scène un groupe de chercheurs partant dans la forêt pour tenter d'y survivre en utilisant uniquement Internet. 
En 2019, il réalise avec Pierre Cassou-Noguès et Gwenola Wagon le film Erewhon, qui transpose l'argumentaire du roman éponyme de 1872 de Samuel Butler à l'époque contemporaine. Alors que dans le livre de Butler, les Erewhoniens ont éliminé l'ensemble des machines, dans cette nouvelle version, au contraire, elles organisent l'ensemble de la vie sociale. 
Il soutient, en 2019, une thèse en aménagement de l'espace, urbanisme intitulée Société-nuage, sous la direction d'Antoine Picon à l'Université Paris-Est-Marne-la-Vallée. 
En 2021, il réalise avec Gwenola Wagon le film La maison qui vous veut du bien, qui dissèque le système de surveillance mis en place par les sonnettes connectées Ring. 
Il enseigne à l’École Nationale Supérieure des Arts Décoratifs. Il est membre associé au LIAT (Laboratoire Infrastructure, Architecture, Territoire).

## Publications
- Prisonniers volontaires du rêve américain, Paris, Éditions de la Villette, 2006[10],[11]
- Psychanalyse de l’aéroport international, avec Gwenola Wagon, Paris, Éditions 369, 2018 (première édition: Montpellier, La Panacée, 2016)[12]

## Principales œuvres
- Googlehouse, œuvre en ligne, avec Marika Dermineur, 2003[13]
- What are You ?, œuvre en ligne, avec Marika Dermineur et Gwenola Wagon, 2005[14]
- Dance Party in Irak, installation vidéo, avec Gwenola Wagon, 2012[15]
- Cyborgs dans la brume, film, installation sonore, tirages photographiques et livre, avec Gwenola Wagon, 2012[16]
- World Brain, film et site web, avec Gwenola Wagon, 2015[17]
- Institut de néoténie pour la fin du travail, installation vidéo lors de la Biennale internationale du design de Saint-Étienne, avec Gwenola Wagon, 2017[18]
- Bienvenue à Erewhon, film accompagné d'une série de textes, avec Gwenola Wagon et Pierre Cassou-Noguès, 2019 [19]
- La maison qui vous veut du bien, film, avec Gwenola Wagon, 2021[20]